# Jeroni Brasal Vera
Brasal  Vera est un nom espagnol. Le premier nom de famille, en général paternel, est Brasal ; le second, en général maternel, souvent omis, est Vera.
Jeroni Brasal Vera, plus connu sous le nom de Ricard Brasal, né le 24 avril 1931 à L'Hospitalet de Llobregat où il est mort le 5 avril 2024, est un joueur international espagnol de rink hockey durant les années 1950 et 1960, avant de devenir entraîneur. Son frère Joan est aussi joueur de rink hockey.

## Parcours
Ricard Brasal commence son parcours au Rugbi Cornella, passant plus tard au Hoquei Casino Hospitalet, où il joue cinq saisons, et au CP Vic, trois saisons. Il se rend au CF Arrahona de Sabadell, où il joue quatre saisons, et il gagne en 1959 le championnat d'Espagne. En 1960, il signe au RCD Espanyol, où il joue ses quatre dernières saisons comme joueur, durant lesquelles il remporte deux championnats d'Espagne et un de Catalogne.
Il est international avec la sélection espagnole, avec laquelle il termine vice-champion d'Europe (1959) et du monde (1960).
Ricard Brasal commence sa carrière d'entraîneur lors de la saison 1966-67 au CP Vilanova, club avec lequel il est champion d'Espagne en 1968. Il continue sa longue carrière sur le banc de touche en dirigeant des clubs comme DC Mataró, AA Noia (1974-76), Cerdanyola CH (1976-78), CP Tordera (1979-81 et 1987), HC Sentmenat (1981-82) ou CE Molins de Roi (1983-84),.

## Palmarès
Arrahona
- Championnat d'Espagne :
  - 1959

RCD Espagnol
- Championnat de Catalogne:
  - 1961
- Championnat d'Espagne :
  - 1961, 1962

CP Vilanova (entraîneur)
- Championnat d'Espagne :
  - 1968